# Ziridava cedreleti
Ziridava cedreleti är en fjärilsart som beskrevs av Louis Beethoven Prout 1958. Ziridava cedreleti ingår i släktet Ziridava och familjen mätare. Inga underarter finns listade i Catalogue of Life.